# Inca Roca
Inca Roca (Inka Ruq'a, asi 1330 – asi 1380) byl pololegendární vládce incké říše. Byl šestým vládcem Cuzca a prvním nositelem titulu sapa inca. Historička María Rostworowská ho považuje za osobnost, která volnou konfederaci curacazgo změnila v centralizovanou říši. Jeho jméno znamená v kečuánštině „velkodušný vládce“. Za manželku si vzal Mamu Micay pocházející z Huallacanu.
K moci se dostal okolo roku 1350, když po smrti jeho otce Cápaca Yupanquiho vypukl boj o následnictví. Korunní princ Quispe Yupanqui vedl skupinu Hurin Qusqu, zatímco Inca Roca se postavil do čela vítězných Hanan Qusqu. Stal se tak zakladatelem dynastie, která vládla až do dobytí říše Španěly. Zavedl diarchii založenou na oddělení světské a náboženské moci.
Podle legend, které zaznamenal Pedro Sarmiento de Gamboa, objevil Inca Roca podzemní prameny, jež byly využívány k zavlažování. Válčil proti Chankům a dobyl města Pinahua a Muyna, podnikal také první výboje do údolí Urubamby. Zakládal školy yachaywasi, v nichž se potomci incké aristokracie učili vládnout. Nechal postavit novou panovnickou rezidenci v místech, kde stojí palác arcibiskupa, z jejích mohutných hradeb se zachoval dvanáctiúhlý kámen Hatun rumiyoc. Na sklonku života předal vládu jednomu ze svých synů jménem Yáhuar Huácac.